# Halcurias carlgreni
Halcurias carlgreni is een zeeanemonensoort uit de familie Halcuriidae.
Halcurias carlgreni is voor het eerst wetenschappelijk beschreven door McMurrich in 1901.